# Dudleya gnoma
Dudleya gnoma là một loài thực vật có hoa trong họ Crassulaceae. Loài này được S.W.McCabe miêu tả khoa học đầu tiên năm 1997.